# 299-я стрелковая дивизия (1-го формирования)
299-я стрелковая дивизия — стрелковое формирование РККА ВС Союза ССР в Великой Отечественной войне.

## История
Стрелковое соединение сформировано в Орловском военном округе, в августе 1941 года, из числа военнослужащих РККА и военнообязанных граждан города Белгород и западных областей Советского Союза, в городе Белгород в составе:
- Управление, командир полковник И. Ф. Серёгин, комиссар Корнев, начальник артиллерии Садула и другие;
- 956-й стрелковый полк (командир — майор И. Я. Кравченко);
- 958-й стрелковый полк (командир — майор В. М. Баранов);
- 960-й стрелковый полк (командир — майор А. В. Глушко);
- 843-й артиллерийский полк;
- 344-й отдельный истребительно-противотанковый дивизион;
- 564-й отдельный зенитный артиллерийский дивизион;
- 363-й разведывательный батальон;
- 559-й сапёрный батальон (комиссар капитан М. Д. Максимцов);
- 739-й отдельный батальон связи;
- 307-й медико-санитарный батальон;
- 372-я отдельная рота химзащиты;
- 734-й автотранспортный батальон;
- 390-й полевой автохлебозавод;
- 652-й дивизионный ветеринарный лазарет;
- 960-я полевая почтовая станция;
- 844-я полевая касса Госбанка.

Боевое крещение стрелковая дивизия получила 1 сентября 1941 года на реке Десне у совхоза Гостиловка Брянской области. 15 сентября 299 сд по приказанию должна была занять и прочно удерживать полосу обороны с передним краем по рубежу Новая Буда — 212.1 — вершина оврагов 1.5 км северо-восточнее Антошкин, Штадив – лес 1 км северо-восточнее озера Ореховое.
8 октября 1941 года 299-я стрелковая, в составе 50-й армии, попадает в окружение под Брянском.
15 октября 1941 года майор И. Я. Кравченко вывел из окружения под город Белёв остатки 299-й стрелковой дивизии: 956-й стрелковый полк в полном составе с превышением лимита артиллерии в 4 ствола (было в процессе движения подобрано четыре 45-мм орудия), 2-й стрелковый батальон 958-го стрелкового полка, отдельные группы 843-го артиллерийского полка. Всего в строю 5 000 человек и 500 единиц обоза. В то же время, Вячеслав Звягинцев в своей книге «Война на весах Фемиды» приводит данные о том, что 3 788 военнослужащих 299-й дивизии, недавно призванных из районов Черниговской области, добровольно сдались в плен. В общей сложности организованно из состава 26-й и 50-й армий из окружения вышло только 7 500 человек.
18 октября 1941 года дивизия атаковала года Болхов, но из-за плохого руководства дивизия попала в окружение и потеряла тяжёлое вооружение.
23 октября Серёгин снимает Т. Я. Кравченко с командования полком и отправляет на расправу в Тулу, где он назначается Начальником Южного боевого участка и отбивает самый мощный натиск на Тулу, его назначают заместителем комиссара 154-й стрелковой дивизии, но вскоре Кравченко понижают в должности до командира Тульского рабочего полка.
26 октября вся Белёвская группировка войск получает приказ отойти к Туле для обороны города. 299-я стрелковая дивизия потерялась и была обнаружена под городом Сталиногорском (ныне Новомосковск) в начале ноября, то есть более 50 км восточнее Тулы, когда враг под Тулой был уже остановлен.
6 ноября 1941 года остатки дивизии при поддержке двух батальонов 413-й стрелковой дивизии заняли оборону у села Дедилово. 956-й полк поддерживал атаку 413-й стрелковая дивизия на село Панино, но безуспешно. 11 ноября 41 года от 956-го стрелкового полка осталось менее 500 человек без артиллерии.
18 ноября 1941 года противник начал массированную атаку на позиции 299-й и 413-й стрелковых дивизии. 299-я стрелковая дивизия отступила в сторону года Венёв.
3 декабря 1941 года дивизия была отправлена на доукомплектование, часть командиров поступила в распоряжение штаба 50-й армии, часть убыла в город Ковров на комплектование 2-го формирование 299-й стрелковой дивизии. Комиссар 958-го стрелкового полка майор В. М. Баранов был назначен командиром Тульского рабочего полка.

## Командиры
- Серёгин, Иван Федотович (10.07.1941 — 03.12.1941), полковник

## В составе
| Дата            | Фронт (округ)           | Армия      |
| --------------- | ----------------------- | ---------- |
| 01.08.1941 года | Орловский военный округ |            |
| 01.09.1941 года | Резервный фронт         | 50-я армия |
| 01.10.1941 года | Брянский фронт          | 50-я армия |
| 01.12.1941 года | Западный фронт          | 50-я армия |

## Люди, связанные с дивизией
- Полозов, Анатолий Ефимович,  с июля по декабрь 1941 года  служил начальником штаба артиллерии дивизии.   Впоследствии советский военачальник, полковник.